# Emočně nezralý rodič
Emočně nezralý rodič je dospělý člověk, který nemá dostatečnou kapacitu pro vnímání, regulaci a přijetí vlastních emocí, nedokáže ustoupit do pozadí a nevytváří bezpečný emocionální prostor pro svoje dítě. Takový rodič neumí regulovat vlastní emoce a své vnitřní napětí si vybíjí na dítěti. Očekává od něj bezpodmínečnou poslušnost, protože má nízkou frustrační toleranci. Místo porozumění reaguje hněvem nebo manipulací. Emočně nezralý rodič nevidí dítě jako samostatnou bytost, ale jako prodloužení sebe sama, které má plnit jeho emocionální potřeby. Výchovu zaměňuje za kontrolu, vřelost za poslušnost a projev emocí za nevděk. Když dítě protestuje nebo pláče, rodič cítí se ohrožený, tj. místo empatie reaguje trestem.
Emočně nezralí rodiče často vykazují rysy narcistní nebo hraniční poruchy osobnosti. Tyto poruchy se projevují nestabilitou emocí, neschopností empatie a přehnanou citlivostí na kritiku, což zásadně ovlivňuje kvalitu výchovy.

## Typy emočně nezralých rodičů
Jde rozlišit několik typů emočně nezralého rodiče:
- Emočně nestabilní rodič: V rodinném prostředí, kde je přítomen emočně nestabilní rodič, dochází často k nepředvídatelnému střídání projevů náklonnosti a hněvu. Tento typ chování může vést k vytvoření atmosféry napětí a nejistoty, v níž ostatní členové domácnosti, včetně dětí, přizpůsobují své chování s cílem předejít konfliktu. Typickým projevem je tzv. „chození po špičkách“, kdy se ostatní snaží minimalizovat kontakt nebo předvídat emocionální reakce dané osoby. U dětí vyrůstajících v takovém prostředí se často rozvíjí zvýšená míra ostražitosti a snaha rozpoznávat a anticipovat emoční stavy rodiče, často na úkor vlastního emočního prožívání. Namísto svobodného vyjadřování vlastních emocí se u nich může utvářet vzorec chování, v němž jsou jejich vlastní pocity potlačovány nebo podřizovány potřebě zachovat klid v prostředí.
- Ignorující rodič: Je označení pro pečující osobu, která dlouhodobě nevěnuje dítěti dostatečnou pozornost ani emoční odezvu. Tento přístup se vyznačuje nízkou mírou komunikace, nezájmem o dění v životě dítěte a absencí aktivního naslouchání. Rodič neklade otázky, nereaguje na projevy dítěte a často přehlíží jeho potřeby, čímž dochází k narušení citového propojení a vzniku pocitu opuštěnosti.[6] Dítě se snaží upoutat jeho pozornost, a to například rebelstvím, nemocemi, ale zůstává osamoceno. Výsledkem je hluboká touha po uznání, která se propisuje i do dospělosti.
- Příliš aktivní rodič: Nadměrně se angažuje v životě dítěte. Řeší více vnější věci než pocity dítěte. Dítě se brzy naučí, že lásku od rodiče si musí zasloužit vysokým výkonem.
- Rodič-kamarád: Působí příjemně a vstřícně, ale neumí řešit vážné problémy. Ve chvíli konfliktu se stahuje, dítěti chybí opravdová emocionální opora. Dítě je pak ztracené, protože v životě postrádá pevný bod.

## Způsoby vyrovnávání se dospělých dětí s emočně nezralými rodiči
Emoční nezralost rodičů často vyplývá z toho, že během svého dětství neobdrželi potřebnou emocionální podporu a nevyvinuli zdravé vazby. To se může projevovat v jejich schopnosti reagovat na potřeby ostatních, včetně jejich dětí. Vztahy s těmito rodiči mohou být problematické, protože často není možné očekávat adekvátní emocionální reakce z jejich strany. Aby dospělé děti lépe zvládly interakci s emočně nezralými rodiči, nastavují si jasné osobní hranice. Také se mohou v případě potřeby od emočně nezralých rodičů distancovat, například metodou nulového kontaktu případně metodou šedé nebo žluté skály. Komunikace vlastních pocitů a myšlenek bez ohledu na rodičovu reakci může také pomoci zmírnit napětí ve vztahu. I když mohou minulá zranění a mocenská dynamika komplikovat vzájemnou komunikaci, terapie a osobní růst mohou dospělým dětem pomoci vyvinout schopnosti potřebné k efektivnímu nastavení a udržování těchto hranic.